# Eleições europeias de 2014 no Porto

## Resultados Oficiais
| Partido                 | Partido                               | Votos   | %               | +/-   |
| ----------------------- | ------------------------------------- | ------- | --------------- | ----- |
|                         | Partido Socialista                    | 27 593  | 29,80 / 100,00  | 3,09  |
|                         | Aliança Portugal                      | 27 477  | 29,68 / 100,00  | 11,90 |
|                         | Coligação Democrática Unitária        | 11 529  | 12,45 / 100,00  | 2,71  |
|                         | Partido da Terra                      | 7 249   | 7,83 / 100,00   | 7,43  |
|                         | Bloco de Esquerda                     | 5 121   | 5,53 / 100,00   | 6,39  |
|                         | LIVRE/Tempo de Avançar                | 2 667   | 2,88 / 100,00   | Novo  |
|                         | Partido pelos Animais e pela Natureza | 1 731   | 1,87 / 100,00   | Novo  |
|                         | PCTP/MRPP                             | 1 177   | 1,27 / 100,00   | 0,45  |
|                         | Outros                                | 2 194   | 2,37 / 100,00   |       |
| Votos Inválidos         | Votos Inválidos                       | 5 853   | 6,32 / 100,00   | 1,37  |
| Total                   | Total                                 | 92 591  | 100,00 / 100,00 |       |
| Eleitorado/Participação | Eleitorado/Participação               | 218 246 | 42,43 / 100,00  | 1,11  |

## Resultados por Freguesia
Os resultados seguintes referem-se aos partidos que obtiveram mais de 1,00% dos votos:
| Freguesia                                                       | %     | %     | %     | %    | %    | %    | %    | %    | Votantes |
| Freguesia                                                       | PS    | AP    | CDU   | MPT  | BE   | L    | PAN  | PCTP | Votantes |
| --------------------------------------------------------------- | ----- | ----- | ----- | ---- | ---- | ---- | ---- | ---- | -------- |
| Aldoar, Foz do Douro e Nevogilde                                | 23,51 | 42,58 | 8,14  | 7,10 | 4,11 | 3,04 | 1,50 | 0,85 | 12 504   |
| Bonfim                                                          | 28,59 | 29,72 | 13,53 | 8,02 | 5,61 | 2,82 | 2,12 | 1,14 | 9 601    |
| Campanhã                                                        | 39,71 | 18,61 | 16,47 | 6,62 | 5,39 | 1,86 | 1,63 | 1,99 | 12 566   |
| Cedofeita, Santo Ildefonso, Sé, Miragaia, São Nicolau e Vitória | 30,18 | 28,18 | 12,91 | 8,20 | 6,23 | 3,43 | 1,81 | 1,32 | 15 339   |
| Lordelo do Ouro e Massarelos                                    | 27,84 | 31,51 | 13,21 | 7,18 | 5,31 | 3,40 | 1,61 | 1,17 | 11 108   |
| Paranhos                                                        | 30,39 | 27,20 | 12,06 | 8,70 | 5,97 | 2,76 | 1,95 | 1,37 | 17 933   |
| Ramalde                                                         | 27,67 | 31,48 | 11,31 | 8,43 | 5,72 | 3,04 | 2,22 | 0,99 | 13 540   |
| Porto                                                           | 29,80 | 29,68 | 12,45 | 7,83 | 5,53 | 2,88 | 1,87 | 1,27 | 92 591   |

#### Aldoar, Foz do Douro e Nevogilde
| Partido                 | Partido                               | Votos  | %               |
| ----------------------- | ------------------------------------- | ------ | --------------- |
|                         | Aliança Portugal                      | 5 324  | 42,58 / 100,00  |
|                         | Partido Socialista                    | 2 940  | 23,51 / 100,00  |
|                         | Coligação Democrática Unitária        | 1 018  | 8,14 / 100,00   |
|                         | Partido da Terra                      | 888    | 7,10 / 100,00   |
|                         | Bloco de Esquerda                     | 514    | 4,11 / 100,00   |
|                         | LIVRE/Tempo de Avançar                | 380    | 3,04 / 100,00   |
|                         | Partido pelos Animais e pela Natureza | 187    | 1,50 / 100,00   |
|                         | Outros                                | 398    | 3,19 / 100,00   |
| Votos Inválidos         | Votos Inválidos                       | 855    | 6,84 / 100,00   |
| Total                   | Total                                 | 12 504 | 100,00 / 100,00 |
| Eleitorado/Participação | Eleitorado/Participação               | 26 047 | 48,01 / 100,00  |

#### Bonfim
| Partido                 | Partido                               | Votos  | %               | +/-   |
| ----------------------- | ------------------------------------- | ------ | --------------- | ----- |
|                         | Aliança Portugal                      | 2 853  | 29,72 / 100,00  | 14,52 |
|                         | Partido Socialista                    | 2 745  | 28,59 / 100,00  | 4,30  |
|                         | Coligação Democrática Unitária        | 1 299  | 13,53 / 100,00  | 3,72  |
|                         | Partido da Terra                      | 770    | 8,02 / 100,00   | 7,56  |
|                         | Bloco de Esquerda                     | 539    | 5,61 / 100,00   | 6,40  |
|                         | LIVRE/Tempo de Avançar                | 271    | 2,82 / 100,00   | Novo  |
|                         | Partido pelos Animais e pela Natureza | 204    | 2,12 / 100,00   | Novo  |
|                         | PCTP/MRPP                             | 109    | 1,14 / 100,00   | 0,41  |
|                         | Outros                                | 206    | 2,14 / 100,00   |       |
| Votos Inválidos         | Votos Inválidos                       | 605    | 6,31 / 100,00   | 1,44  |
| Total                   | Total                                 | 9 601  | 100,00 / 100,00 |       |
| Eleitorado/Participação | Eleitorado/Participação               | 23 213 | 41,36 / 100,00  | 2,16  |

#### Campanhã
| Partido                 | Partido                               | Votos  | %               | +/-   |
| ----------------------- | ------------------------------------- | ------ | --------------- | ----- |
|                         | Partido Socialista                    | 4 990  | 39,71 / 100,00  | 3,82  |
|                         | Aliança Portugal                      | 2 338  | 18,61 / 100,00  | 10,77 |
|                         | Coligação Democrática Unitária        | 2 069  | 16,47 / 100,00  | 2,10  |
|                         | Partido da Terra                      | 832    | 6,62 / 100,00   | 6,30  |
|                         | Bloco de Esquerda                     | 677    | 5,39 / 100,00   | 6,10  |
|                         | PCTP/MRPP                             | 250    | 1,99 / 100,00   | 0,69  |
|                         | Partido pelos Animais e pela Natureza | 234    | 1,86 / 100,00   | Novo  |
|                         | LIVRE/Tempo de Avançar                | 205    | 1,63 / 100,00   | Novo  |
|                         | Outros                                | 277    | 2,22 / 100,00   |       |
| Votos Inválidos         | Votos Inválidos                       | 694    | 5,52 / 100,00   | 0,76  |
| Total                   | Total                                 | 12 566 | 100,00 / 100,00 |       |
| Eleitorado/Participação | Eleitorado/Participação               | 29 948 | 41,96 / 100,00  | 0,96  |

#### Cedofeita, Santo Ildefonso, Sé, Miragaia, São Nicolau e Vitória
| Partido                 | Partido                               | Votos  | %               |
| ----------------------- | ------------------------------------- | ------ | --------------- |
|                         | Partido Socialista                    | 4 629  | 30,18 / 100,00  |
|                         | Aliança Portugal                      | 4 322  | 28,18 / 100,00  |
|                         | Coligação Democrática Unitária        | 1 981  | 12,91 / 100,00  |
|                         | Partido da Terra                      | 1 258  | 8,20 / 100,00   |
|                         | Bloco de Esquerda                     | 955    | 6,23 / 100,00   |
|                         | LIVRE/Tempo de Avançar                | 526    | 3,43 / 100,00   |
|                         | Partido pelos Animais e pela Natureza | 278    | 1,81 / 100,00   |
|                         | PCTP/MRPP                             | 202    | 1,32 / 100,00   |
|                         | Outros                                | 371    | 2,42 / 100,00   |
| Votos Inválidos         | Votos Inválidos                       | 817    | 5,33 / 100,00   |
| Total                   | Total                                 | 15 339 | 100,00 / 100,00 |
| Eleitorado/Participação | Eleitorado/Participação               | 39 793 | 38,55 / 100,00  |

#### Lordelo do Ouro e Massarelos
| Partido                 | Partido                               | Votos  | %               |
| ----------------------- | ------------------------------------- | ------ | --------------- |
|                         | Aliança Portugal                      | 3 500  | 31,51 / 100,00  |
|                         | Partido Socialista                    | 3 092  | 27,84 / 100,00  |
|                         | Coligação Democrática Unitária        | 1 467  | 13,21 / 100,00  |
|                         | Partido da Terra                      | 798    | 7,18 / 100,00   |
|                         | Bloco de Esquerda                     | 590    | 5,31 / 100,00   |
|                         | LIVRE/Tempo de Avançar                | 378    | 3,40 / 100,00   |
|                         | Partido pelos Animais e pela Natureza | 179    | 1,61 / 100,00   |
|                         | PCTP/MRPP                             | 130    | 1,17 / 100,00   |
|                         | Outros                                | 291    | 2,63 / 100,00   |
| Votos Inválidos         | Votos Inválidos                       | 683    | 6,15 / 100,00   |
| Total                   | Total                                 | 11 108 | 100,00 / 100,00 |
| Eleitorado/Participação | Eleitorado/Participação               | 24 766 | 44,85 / 100,00  |

#### Paranhos
| Partido                 | Partido                               | Votos  | %               | +/-   |
| ----------------------- | ------------------------------------- | ------ | --------------- | ----- |
|                         | Partido Socialista                    | 5 450  | 30,39 / 100,00  | 4,89  |
|                         | Aliança Portugal                      | 4 877  | 27,70 / 100,00  | 13,50 |
|                         | Coligação Democrática Unitária        | 2 163  | 12,06 / 100,00  | 2,66  |
|                         | Partido da Terra                      | 1 561  | 8,70 / 100,00   | 8,23  |
|                         | Bloco de Esquerda                     | 1 071  | 5,97 / 100,00   | 7,47  |
|                         | LIVRE/Tempo de Avançar                | 495    | 2,76 / 100,00   | Novo  |
|                         | Partido pelos Animais e pela Natureza | 349    | 1,95 / 100,00   | Novo  |
|                         | PCTP/MRPP                             | 246    | 1,37 / 100,00   | 0,51  |
|                         | Outros                                | 447    | 2,50 / 100,00   |       |
| Votos Inválidos         | Votos Inválidos                       | 1 274  | 7,10 / 100,00   | 1,36  |
| Total                   | Total                                 | 17 933 | 100,00 / 100,00 |       |
| Eleitorado/Participação | Eleitorado/Participação               | 41 447 | 43,27 / 100,00  | 2,54  |

#### Ramalde
| Partido                 | Partido                               | Votos  | %               | +/-   |
| ----------------------- | ------------------------------------- | ------ | --------------- | ----- |
|                         | Aliança Portugal                      | 4 263  | 31,48 / 100,00  | 12,20 |
|                         | Partido Socialista                    | 3 747  | 27,67 / 100,00  | 2,38  |
|                         | Coligação Democrática Unitária        | 1 532  | 11,31 / 100,00  | 2,58  |
|                         | Partido da Terra                      | 1 142  | 8,43 / 100,00   | 7,99  |
|                         | Bloco de Esquerda                     | 775    | 5,72 / 100,00   | 6,19  |
|                         | LIVRE/Tempo de Avançar                | 412    | 3,04 / 100,00   | Novo  |
|                         | Partido pelos Animais e pela Natureza | 300    | 2,22 / 100,00   | Novo  |
|                         | Outros                                | 445    | 3,28 / 100,00   |       |
| Votos Inválidos         | Votos Inválidos                       | 925    | 6,83 / 100,00   | 1,73  |
| Total                   | Total                                 | 13 540 | 100,00 / 100,00 |       |
| Eleitorado/Participação | Eleitorado/Participação               | 33 032 | 40,99 / 100,00  | 1,50  |